# All Along the Watchtower
All Along the Watchtower ist ein Lied des US-amerikanischen Musikers Bob Dylan, das im Dezember 1967 erschien. Bekanntheit erlangte das Stück auch durch seine diversen Coverversionen, darunter als Chart-Single durch The Jimi Hendrix Experience im Jahr 1968.

## Entstehung und Veröffentlichung
Das Lied wurde vom Interpreten selbst getextet und komponiert. Für die Produktion zeichnete Bob Johnston verantwortlich. In seiner ursprünglichen Fassung verfügte der Titel über eine Instrumentierung mit akustischer Gitarre, Bass, Mundharmonika und Schlagzeug.
Die Erstveröffentlichung von All Along the Watchtower erfolgte am 27. Dezember 1967 bei Columbia Records, als Teil von Dylans achten Studioalbum John Wesley Harding (Katalognummer: CS 9604). Am 22. November 1968 erschien das Lied als Singleauskopplung aus dem Album. Diese erschien als 7″-Single mit der B-Seite I’ll Be Your Baby Tonight (Katalognummer: 3872).

## Coverversionen

### The Jimi Hendrix Experience
In musikalisch deutlich veränderter Form wurde All Along the Watchtower im Folgejahr durch The Jimi Hendrix Experience bekannt, die den Titel um Jimi Hendrix’ psychedelisches Gitarrenspiel ergänzte und eine neue Rhythmik einführte. Für die Produktion dieser Coverversion zeichnete Frontmann Jimi Hendrix selbst verantwortlich. Neben ihm, Mitch Mitchell und Noel Redding waren wahrscheinlich auch Dave Mason (12-saitige Gitarre) und Brian Jones (Vibraslap) an der Einspielung beteiligt.
Die Erstveröffentlichung der Jimi-Hendrix-Experience-Version erfolgte als Single am 2. September 1968 bei Reprise Records. Diese erschien weltweit in verschiedenen 7″-Singleausführungen, darunter in den Vereinigten Staaten mit der B-Seite Burning of the Midnight Lamp (Katalognummer: 0767), im Vereinigten Königreich mit der B-Seite Long Hot Summer Night (Katalognummer: Track 604025) oder auch in weiten Teilen Europas mit der B-Seite Can You See Me (Katalognummer: Polydor 59 240). Am 16. Oktober desselben Jahres erschien das Lied als Teil von Electric Ladyland (Katalognummer: 2 RS 6307), dem dritten Studioalbum der Jimi Hendrix Experience.

#### Rezeption
Dylan selbst hat die Hendrix-Version später als „maßgeblich“ anerkannt und eigene Liveaufführungen des Stückes daran orientiert (siehe Before the Flood). Der Frankfurter Musikjournalist und Radiomoderator Volker Rebell nannte die Hendrix-Version „die Essenz der Rockmusik schlechthin“.
Das Rolling Stone setzte die Hendrix-Version im Jahr 2004 auf Platz 47 der 500 besten Songs aller Zeiten. Die britische Zeitschrift Total Guitar wählte sie im Jahr 2000 zur besten Coverversion aller Zeiten. Die Zeitschrift Guitar World wählte Hendrix’ Gitarrensolo (eigentlich sind es mehrere) auf Platz fünf der Liste der besten Gitarrensoli.

#### Chartplatzierungen
| ChartsChartplatzierungen       | Höchstplatzierung | Wochen |
| ------------------------------ | ----------------- | ------ |
| Deutschland (GfK)              | 21 (8 Wo.)        | 8      |
| Vereinigte Staaten (Billboard) | 20 (9 Wo.)        | 9      |
| Vereinigtes Königreich (OCC)   | 5 (11 Wo.)        | 11     |

#### Auszeichnungen für Musikverkäufe
| Land/Region                  | Auszeichnungen für Musikverkäufe (Land/Region, Auszeichnung, Verkäufe) | Verkäufe  |
| ---------------------------- | ---------------------------------------------------------------------- | --------- |
| Dänemark (IFPI)              | Gold                                                                   | 45.000    |
| Deutschland (BVMI)           | Gold                                                                   | 250.000   |
| Italien (FIMI)               | Platin                                                                 | 70.000    |
| Neuseeland (RMNZ)            | 2× Platin                                                              | 60.000    |
| Spanien (Promusicae)         | Gold                                                                   | 30.000    |
| Vereinigtes Königreich (BPI) | 2× Platin                                                              | 1.200.000 |
| Insgesamt                    | 3× Gold · 5× Platin ·                                                  | 1.655.000 |

### Weitere Coverversionen
Der Song wurde auch von zahlreichen anderen Sängern und Gruppen gecovert, so etwa von Michael Hedges, Eric Clapton, Steve Vai, Neil Young, Bryan Ferry, Supertramp, U2, Dave Mason, Paul Weller, Indigo Girls, Pearl Jam, XTC, Matt Roehr, Bobby Womack, Keziah Jones, Dave Matthews Band, Grateful Dead, Calvin Russell, Sons of Anarchy, Frank Marino, Lisa Gerrard, Axel Rudi Pell, Werner Lämmerhirt, Jan Akkerman, Uli Jon Roth und Chris de Burgh sowie von Bear McCreary für die Fernsehserie Battlestar Galactica. Der im Jahre 2013 verstorbene deutsche Rapper NMZS verwendete Teile der Melodie der Hendrix-Version für seinen dreiteiligen Rap „1984“.

## Mediale Verwendung
- Der Song ist im Film Forrest Gump (1994) in der Version von The Jimi Hendrix Experience zu hören.
- In der Hendrix-Version ist er auch im Film Die Generation von 1969 von Ernest Thompson (1988) enthalten.
- Im Spielfilm Bandits (1997) wird der Song durch die gleichnamige fiktive Band interpretiert. Der Leadgesang stammt von Jasmin Tabatabai.
- Auch im Film American Beauty (1999) ist der Song zu hören.
- Am Ende der dritten Staffel der Fernsehserie Battlestar Galactica spielt das Lied eine zentrale Rolle. Es dient als Wecksignal für die sogenannten „Letzten Fünf“ der Zylonen. Ferner stellen die Noten des Songs Navigationskoordinaten für den Flug zur Erde dar. Im Serienfinale finden die Interpretation von Bear McCreary sowie die Version von Jimi Hendrix Verwendung.
- Die letzten beiden Textzeilen griff Alan Moore in seinem Comic-Epos Watchmen auf und erweckte sie mit einer fast wörtlichen Interpretation zum Leben. Ebenso taucht das Lied im gleichnamigen Kinofilm zum Comic Watchmen – Die Wächter von 2009 auf.
- In der Sky-Serie The Young Pope wird der markante Rhythmus des Liedes im Intro verwendet.
- Tom Ellis covert das Lied in der zweiten Staffel der Fernsehserie Lucifer.
- Eine Coverversion von Afterhere liegt über Titelsequenz der britischen Fernsehserie Jahrmarkt der Eitelkeiten von 2018.
- Eine Coverversionen von Billy Valentine & The Forest Rangers läuft in Staffel 7, Episode 8 (2014) der Fernsehserie Sons of Anarchy.
- Am Ende von Folge 6 der Serie 1899 wird die Version von Jimi Hendrix gespielt.
- Im Film The Gorge wird das Lied in einer Schlüsselszene in einer Version von Devlin gespielt.